# Briareós
Briareós (latinsky Briareus) je v řecké mytologii jeden z hrozných padesátihlavých, storukých obrů, jejichž matkou je bohyně země Gaia a otcem bůh nebe Úranos. Bývá také uváděn pod jménem Aigaión.
Jsou to tři bratři Hekatoncheirové (doslova Storucí) jménem Kottos, Briareós a Gyés a jsou přímými sourozenci Titánů a Kyklopů. Byli prý zpupní a tak šerední, že se jejich otec na ně nemohl ani podívat. Proto je hned po narození svrhl do hlubin země s přísným zákazem vycházet ven.
To jejich matku velmi nazlobilo, takže přemluvila nejmladšího z Titánů Krona, aby otce za to potrestal a zbavil vlády. Kronos to udělal a prohlásil se vládcem, ovšem Hekatoncheiry nepropustil, protože se bál jejich síly.
Udělal to až Zeus, který později povstal proti vlastnímu otci Kronovi. Hekatoncheirové mu za to pomohli v boji proti Titánům a po jejich porážce a svržení do hlubin Tartaru se stali strážci jejich vězení.
V některých řeckých pověstech se tvrdí, že tzv. Héraklovy sloupy se původně nazývaly sloupy Kronovy a posléze sloupy Briareóvy. Byly prý pojmenovány po obru, jehož moc sahala až k nim. Když se však na Briarea zapomnělo, byly pojmenovány po Héraklovi. Ovšem je zapotřebí si uvědomit, že také Héraklovi se zpočátku říkalo Briareós.
O přesné podobě Hekatoncheirů nejsou představy, ani v antice ani v moderní době nebyli nikde zobrazeni.

## Briareós - syn Poseidóna
Buď jiná verze mýtu nebo jiná postava je Briareós, kterého však lidé nazývali Aigaión. Podle Homéra to byl rovněž nevzhledný storuký obr, jehož otcem byl ale bůh moří Poseidón. Tento uposlechl výzvy bohyně Thetis a přispěchal na Olymp ve chvíli, kdy nejvyššího boha Dia bohové Héra, Athéna a Poseidón chtěli spoutat a svrhnout z trůnu.
Když vzbouřenci uviděli šeredného obra, ustrnuli a pustili provazy. Podle jiného zdroje však už byl Zeus spoután a Briareós všechny uzly bleskově svým stem rukou rozvázal a vládce osvobodil a zachránil.